# Алферий
Свети Алферий (на италиански: Sant'Alferio) (930—1050) е италиански абат и светец. Той е основател на Абатството на Светата Троица, намиращо се в Кава де' Тирени.

## Почитане
Първите четири абати на Кава са официално признати за светци на 21 декември 1893 от папа Лъв XIII. Първите четири абати са Алферий; Лъв I (1050-79); Петър от Папакарбоне (1079-1123); и Констабил.